# Омега Геркулеса
Омега Геркулеса (лат. ω Herculis), 24 Геркулеса (лат. 24 Herculis), 51 Змеи (лат. 51 Serpentis), HD 148112 — кратная звезда в созвездии Геркулеса на расстоянии приблизительно 242 световых лет (около 74 парсек) от Солнца. Возраст звезды определён как около 603 млн лет.

## Характеристики
Первый компонент (HD 148112A) — бело-голубая вращающаяся переменная звезда типа Альфы² Гончих Псов (ACV) спектрального класса B9p(Cr-Mn-Sr), или B9pCr, или A2VpCrSr, или A2V, или A0CrEu, или A0p, или A0. Видимая звёздная величина звезды — от +4,65m до +4,57m. Масса — около 2,59 солнечных, радиус — около 3,06 солнечных, светимость — около 69,183 солнечных. Эффективная температура — около 9438 K.
Второй компонент (HD 148112B). Видимая звёздная величина звезды — +11,5m. Удалён на 0,8 угловой секунды.
Третий компонент (UCAC2 36837222) — жёлтый карлик спектрального класса G. Видимая звёздная величина звезды — +11,76m. Радиус — около 1,78 солнечного, светимость — около 3,27 солнечных. Эффективная температура — около 5817 K. Удалён на 25,4 угловых секунды.
Четвёртый компонент (UCAC2 36837209) — жёлто-белая звезда спектрального класса F. Видимая звёздная величина звезды — +12,58m. Радиус — около 1,92 солнечного, светимость — около 5,435 солнечных. Эффективная температура — около 6364 K. Удалён на 130 угловых секунд.

## Планетная система
В 2019 году учёными, анализирующими данные проектов HIPPARCOS и Gaia, у звезды обнаружена планета.